# Dansk Film-Avis nr. 706
Dansk Film-Avis nr. 706 er en dansk Ugerevy med dokumentariske optagelser fra 1945. Filmene blev produceret af UFA film A/S, der var ejet af det tyske UFA, der var ejet af den tyske stat.
Den dansk producerede Dansk Film-Avis var en nazistisk ugerevy og udkom i årene 1941-1945. Den bestod typisk af tre dele: dansk stof, optaget af danske kameramænd, tysk stof fra Tyskland og reportager fra fronten, produceret af Deutsche Wochenschau.

## Handling
1. Billeder fra bombeangrebet på København 21. marts 1945. Den Franske Skole på Frederiksberg Alle 74 blev ramt ved en fejl - 86 børn og 18 voksne omkom.

2. Et kor og orkester af ukrainere synger og spiller for deres landsmænd, som arbejder i Tyskland.

3. Cirkus Sarrasani fortsætter sine gæsteforestillinger for tyske arbejdere og sårede soldater. Den internationale artist Smetona på slap line. Federico - manden med ståltænderne.

4. USA: De enorme prisstigninger fremkalder den ene strejke efter den anden. Amerikansk politi angriber med brutal hensynsløshed stejkende rustningsarbejdere i Detroit, talrige døde og sårede.

5. Spanske arbejdere i massedemonstration mod bolsjevisme, som overværes af general Franco.

6. Østfronten. De russiske angreb bliver atter og atter slået tilbage, de rødes tab er uhyre store. Tyske modaktioner forberedes.